# 远志状马先蒿
远志状马先蒿（学名：Pedicularis polygaloides）为列当科马先蒿属的植物。分布在不丹、锡金以及中国大陆的西藏等地，生长于海拔4,000米的地区，目前尚未由人工引种栽培。